# تان‌هینگ‌تای
تان‌هینگ‌تای یا تان‌هینگ غربی (به ویتنامی: Xã Tân Hưng Tây) یک قصبه در ویتنام است که در استان کاماو واقع شده‌است.